# Кольонія-Злоткі
Кольонія-Злоткі (пол. Kolonia Złotki) — село в Польщі, у гміні Садовне Венґровського повіту Мазовецького воєводства.
Населення — 95 осіб (2011).
У 1975-1998 роках село належало до Седлецького воєводства.

## Демографія
Демографічна структура станом на 31 березня 2011 року:
|          | Загалом | Допрацездатний вік | Працездатний вік | Постпрацездатний вік |
| -------- | ------- | ------------------ | ---------------- | -------------------- |
| Чоловіки | 44      | 7                  | 34               | 3                    |
| Жінки    | 51      | 15                 | 24               | 12                   |
| Разом    | 95      | 22                 | 58               | 15                   |